# Mahoma y la Biblia
Los argumentos sobre la existencia de profecías que hablan de Mahoma en la Biblia han formado parte de la tradición musulmana desde la historia temprana de la Umma de Mahoma (en árabe: أُمّة, "comunidad"). Algunos cristianos a lo largo de la historia, tales como Juan de Damasco y Juan Calvino, han llegado a interpretar a Mahoma como el Anticristo del Nuevo Testamento.
Algunos teólogos musulmanes han argumentado que varios pasajes particulares dentro de los textos bíblicos pueden identificarse específicamente como referencias al profeta Mahoma, tanto en el Antiguo Testamento como en el Nuevo Testamento. Varios versículos del Corán, así como varios hadices, afirman que Mahoma sí es descripto en la Biblia. Por otro lado, los eruditos mayoritariamente han interpretado estos versículos como una referencia a la comunidad de Israel o las acciones soteriológicas personales de Yahweh con respecto a los israelitas o miembros de la comunidad fiel, como en los casos de Isaías 42. El evangelio apócrifo de Bernabé, que menciona explícitamente a Mahoma, es ampliamente reconocido por los estudiosos como una creación de la Edad Moderna. Algunos teólogos musulmanes también afirmaron que el Paráclito (Nuevo Testamento griego) era Mahoma, aunque los eruditos lo identifican con el Espíritu Santo.

## Interpretación musulmana

### Según el Corán
Corán 3:81, Corán 7: 157 y Corán 48:29 suelen ser citados a menudo en este contexto. El Corán 61: 6 dice que Jesús mismo trajo las buenas noticias sobre el próximo advenimiento de Mahoma. Los historiadores musulmanes y hagiógrafos (como Ibn Ishaq) sostuvieron que la gente de Medina aceptaba al Islam debido a su conocimiento de estas profecías y porque veían a Mahoma cumpliéndolas.

### Deuteronomio 18:18
El Señor tu Dios levantará de entre tus hermanos un profeta como yo. A él sí lo escucharás.

Deuteronomio 18:15 (Nueva Versión Internacional)
 

Por eso levantaré entre sus hermanos un profeta como tú; pondré mis palabras en su boca, y él les dirá todo lo que yo le mande.

Deuteronomio 18:18 (Nueva Versión Internacional)
Corán 46:10 habla de esta profecía. Al-Samawal al-Maghribi, un matemático judío que abrazó al Islam, lo señaló en su libro Confutación de los judíos como una profecía cumplida por Mahoma. Samawal argumentó en su libro que dado que los hijos de Esaú se describen en Deuteronomio 2: 4-6 y Números 20:14 como los hermanos de los hijos de Israel, los hijos de Ismael también pueden describirse de la misma manera.

### Deuteronomio 33:2
Vino el Señor desde el Sinaí: vino sobre su pueblo, como aurora, desde Seír; resplandeció desde el monte Parán, y llegó desde Meribá Cades con rayos de luz en su diestra.

Deuteronomio 33:2

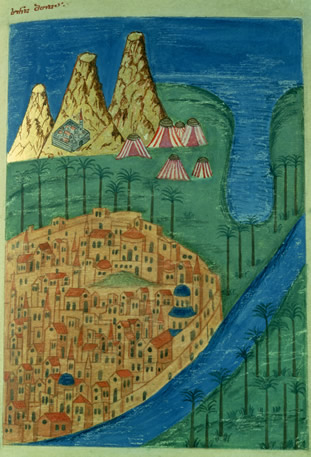
El Monte Sinaí representado en un manuscrito georgiano medieval tardío.

Al-Samawal al-Maghribi también se refirió a este verso en su libro como una profecía a Mahoma. Dijo que el Monte Sinaí se refiere a Moisés, el Monte Seir "el monte de Esaú" se refiere a Jesús, y el Monte Parán "el monte de Ismael" se refiere a Mahoma. Desde entonces, muchos eruditos musulmanes han considerado que Deuteronomio 33 contiene una predicción profética sobre Mahoma.
Deuteronomio 33: 2 es parte del poema conocido como la Bendición de Moisés que abarca Deuteronomio 33: 1-29. Los eruditos consideran que el poema sirve como una declaración Yahvista para la bendición del futuro de Israel como un todo socialmente unificado que se beneficiará y prosperará a través de la beneficencia de Yahveh. El poema relata el movimiento de Yahveh desde el sur desde el Monte Sinaí, la montaña donde Él reside, hasta su entrada en escena como una "formidable fuerza invasora".

### Isaías 42
Este es mi siervo, a quien sostengo, mi escogido, en quien me deleito; sobre él he puesto mi Espíritu, y llevará justicia a las naciones. 2 No clamará, ni gritará, ni alzará su voz por las calles. 3 No acabará de romper la caña quebrada, ni apagará la mecha que apenas arde. Con fidelidad hará justicia; 4 no vacilará ni se desanimará hasta implantar la justicia en la tierra. Las costas lejanas esperan su ley.

Isaías 42:1-4
Según la tradición musulmana, Isaías 42 predijo la llegada de un sirviente asociado con Kedar, el segundo hijo de Ismael, quien pasó a vivir su vida en Arabia, por lo que interpreta este pasaje como una profecía de Mahoma. Según los Hadices, musulmanes como Abd Allah ibn Amr ibn al-As han creído que Mahoma fue el sirviente que aparece en Isaías 42 durante su vida.
En 1892, Isaías 42: 1-4 fue identificado por primera vez por Bernhard Duhm como uno de los cantos del Siervo en el Libro de Isaías, junto con Is. 49: 1-6; Is. 50: 4-7; e Is 52: 13-53: 12. El Antiguo Testamento identifica al siervo de los cantos del Siervo como los israelitas en Is. 41: 8-9; Es. 44: 1; Is. 44:21; Is. 45: 4; Is. 48:20 e Is. 49: 3. John Barton y John Muddiman escribieron que "La idea de un 'sirviente' jugó un pequeño papel en los capítulos anteriores, siendo usada como una designación del indigno Eliakim en 22:20 y de la figura de David en 37:35, pero ahora pasa a primer plano como una descripción de mayor importancia, ya que el sustantivo se usa más de 20 veces en los cap. 40-55. Su primer uso es obviamente importante para establecer el sentido en el que debemos entenderlo, y aquí está claro que la comunidad de Israel/Jacob se describe así ".

### Cantar de los Cantares 5:16
Su paladar es la dulzura misma; ¡él es todo un encanto (mahmadim)! ¡Tal es mi amado, tal es mi amigo, mujeres de Jerusalén!

Cantar de los Cantares 5:16 (Nueva Versión Internacional)
La palabra hebrea mahmadim (en hebreo: 'מַוחֲּמַדִּ֑'‎:, deseable, encantador) en Cantar de los Cantares 5:16 se ha argumentado que habla sobre Mahoma.

### Daniel 7
Este texto ha sido interpretado por los musulmanes como una profecía mesiánica sobre Mahoma y su ascensión al Trono de Dios. Según los musulmanes, la primera bestia representa a Babilonia. La segunda bestia representa Persia-Media. La tercera bestia representa a Grecia. La cuarta bestia representa a Roma. Los cuernos de la cuarta bestia representan a los emperadores del Imperio Romano. Los diez cuernos se refieren a los diez emperadores romanos que dirigieron las diez persecuciones principales. El undécimo cuerno se refiere a Constantino I. Constantino sacó del poder a tres emperadores romanos antes que él, mantuvo la autoridad durante 3 veces y media (34 años lunares) y persiguió a los que rechazaban el Credo de Nicea. Rompió el primer mandamiento de la ley "el Señor nuestro Dios es un solo señor", y cambió el sábado al domingo.

### Hageo 2:7
Porque así dice el Señor Todopoderoso: “Dentro de muy poco haré que se estremezcan los cielos y la tierra, el mar y la tierra firme; 7 ¡haré temblar a todas las naciones! Sus riquezas llegarán aquí, y así llenaré de esplendor esta casa —dice el Señor Todopoderoso—. 8 Mía es la plata, y mío es el oro —afirma el Señor Todopoderoso—. 9 El esplendor de esta segunda casa será mayor que el de la primera —dice el Señor Todopoderoso—. Y en este lugar concederé la paz”, afirma el Señor Todopoderoso

Hageo 2:6-9 (Nueva Versión Internacional)
En este caso, la palabra traducida como "riquezas" es singular y se pronuncia como Hemdāh (de la raíz HMD). Los cristianos han mantenido desde su historia temprana que esta palabra era una referencia al Mesías. Los eruditos musulmanes argumentan que, en realidad, se refiere a Mahoma, cuyo nombre también proviene justamente de la misma raíz (HMD). Algunos interpretan el nuevo templo de la profecía como una referencia a la Gran Mezquita de La Meca.

### Evangelios Sinópticos

#### Parábola del grano de mostaza
Rahmatullah Kairanawi, entre otros escritores musulmanes, argumentó que esta parábola se menciona en el Corán 48:29. Rahmatullah argumentó que la Umma musulmana se parecía a la semilla de mostaza por su crecimiento en el sentido de que comenzó a partir de una sola persona en La Meca, pero creció rápidamente y se hizo más grande que los otros reinos de la tierra. Extendió sus ramas tanto en Oriente como en Occidente, y muchas naciones vivieron dentro de ella.

#### Comentarios cristianos delsigloVIII
En la versión de Łewond de la correspondencia entre el emperador bizantino León III el Isaurio y el califa omeya Úmar II, lo siguiente se atribuye a León:

Reconocemos a Mateo, Marcos, Lucas y Juan como los autores del Evangelio y, sin embargo, sé que esta verdad, reconocida por los cristianos, te hiere, para que busques cómplices de tu mentira. En resumen, admites que decimos que fue escrito por Dios y traído de los cielos, como pretendes para tu Furqan, aunque sabemos que fue 'Umar, Abu Turab y Salman el Persa, quien compuso eso, a pesar de que se ha corrido el rumor entre ustedes de que Dios lo envió desde los cielos. ... [Dios] ha elegido la forma de enviar [a la raza humana] profetas, y es por eso que el Señor, habiendo terminado todas las cosas que había decidido de antemano, y habiendo anunciado su encarnación por medio de sus profetas, sin embargo, sabiendo que los hombres todavía necesitaban la ayuda de Dios, prometió enviar al Espíritu Santo, bajo el nombre de Paráclito o "Consolador", para consolarlos en la angustia y el dolor que sentían por la partida de su Señor y Maestro. Reitero, que fue solo por esta causa que Jesús nombró al Espíritu Santo como Paráclito, ya que buscaba consolar a sus discípulos por su partida y recordarles todo lo que había dicho, todo lo que había hecho ante sus ojos, todo lo que estaban llamados a propagar por todo el mundo por su testimonio. Paráclito significa así "consolador", mientras que Mahoma dice que significa "dar gracias" o "dar gracia", un significado que no tiene conexión alguna con la palabra "Paráclito".

### Evangelio de Barnabé
El Evangelio de Bernabé (a diferencia de la Epístola de Bernabé y los Hechos de Bernabé sobrevivientes) no es parte de la Biblia y generalmente se ve como una invención hecha durante el Renacimiento.
El nombre de "Mahoma" se menciona con frecuencia palabra por palabra en el Evangelio de Bernabé, como es el caso de la siguiente cita:

Jesús respondió: "El nombre del Mesías es admirable, porque Dios mismo le dio el nombre cuando creó su alma, y la colocó en un esplendor celestial. Dios dijo: 'Espera, Mahoma; por tu bien crearé el paraíso, el mundo y una gran multitud de criaturas, de las cuales te hago presente, de tal manera que quien te bendiga será bendito, y quien te maldijere será maldito. Cuando te envíe al mundo, te enviaré como mi mensajero de salvación, y tu palabra será verdadera, de tal manera que el cielo y la tierra fallarán, pero tu fe nunca fallará. "Mahoma es su bendito nombre". Entonces la multitud alzó la voz, diciendo:"Oh Dios, envíanos tu mensajero: ¡Oh Admirable, ven pronto por la salvación del mundo!"

Bernabé 97: 9–10

## Interpretación cristiana
Los escritores cristianos de la Edad Media afirmaron que Mahoma fue predicho en la Biblia, como un futuro Anticristo, falso profeta o falso Mesías. Según el historiador Albert Hourani, las interacciones iniciales entre los pueblos cristianos y musulmanes se caracterizaron por la hostilidad por parte de los bizantinos porque interpretaron a Mahoma en un contexto bíblico como el Anticristo. El primer exponente conocido de este punto de vista fue Juan de Damasco en el siglo VII u VIII. En la era de la Reforma, Juan Calvino (siglo XVI) argumentó que "El nombre Anticristo no designa a un solo individuo, sino a un solo reino que se extiende a lo largo de muchas generaciones", diciendo que tanto Mahoma como los papas católicos eran "anticristos".

### Daniel 7
La profecía de los "Cuatro reinos de Daniel" en el Capítulo 7 del Libro de Daniel ha sido interpretada por los cristianos como una predicción de Mahoma. El monje Eulogio de Córdoba (siglo IX) argumentó que Mahoma era la Cuarta Bestia en la profecía. Otro monje medieval, Alvarus, argumentó que Mahoma era el "undécimo rey" que surgió de la Cuarta Bestia.

### Nuevo Testamento

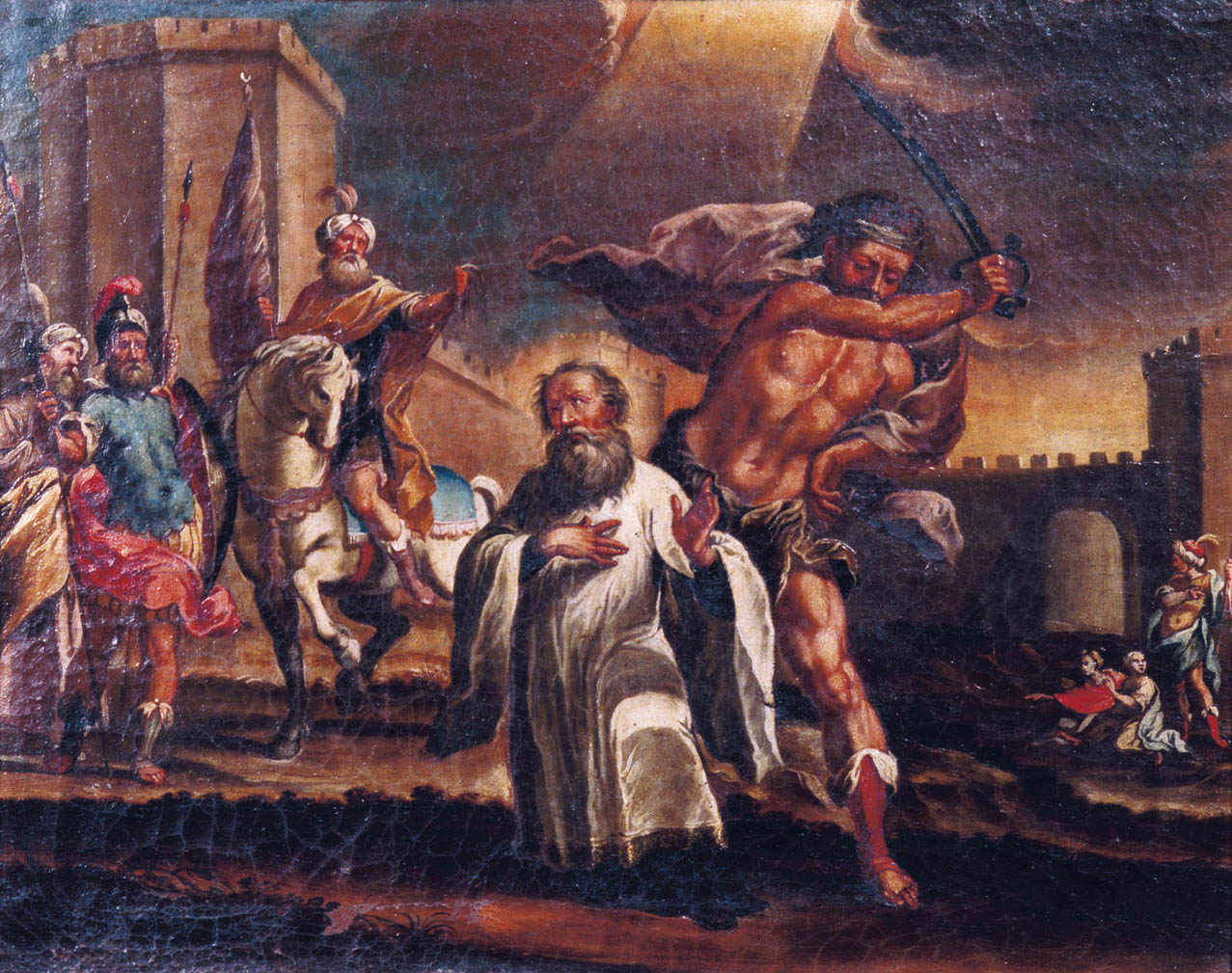
Martirio de Eulogio de Córdoba, siglo XVII

#### Mateo 24
Alrededor del año 850 d. C., cerca de 50 cristianos fueron asesinados en Córdoba, Andalucía, que en aquel momento estaba gobernada por musulmanes, después de que un sacerdote cristiano llamado Perfecto de Córdoba dijera que Mahoma era uno de los "falsos Cristos" profetizados en Mateo 24: 16-42. Eulogio de Córdoba justificó las opiniones de Perfecto y los otros Mártires de Córdoba, diciendo que fueron testigos "contra el ángel de Satanás y precursor del Anticristo, ... Mahoma, el heresiarca".

#### Apocalipsis 9
Según Martín Lutero (siglo XVI), Mahoma fue "el segundo ¡Ay!'' en el Libro de Apocalipsis 9: 13-21.